# 高度
高度（altitudeまたはheight）という用語は、以下の異なった概念を指している。
- 1. 地理学の高度。基準面から測ったある地点までの垂直距離。「海抜高度」あるいは「標高」という[1]。
- 2. 天文学の高度。目標とする点が水平方向よりどれだけ上の方向に見えるかを示す角度のこと[1]。仰角ともいう[1]。
- 3. 航空機の高度[1]。

なお、決して「1の概念のほうだけが一般的」というわけではなく、例えばブリタニカ国際大百科事典小項目事典では2の天文学の高度のみについて解説している。
現状のこの記事での説明文の量を考慮して、まずは「天文学の高度」を短くあっさり説明して済ませ、（他は長文になるので）その後に、地理的な高度、航空分野での高度概念を説明し、さらにその後、気象学での高度関連の知識や、高度と人体の医学的関係についても説明を行う。

## 天文学における高度
天文学では「高度」とは、目標とする点が水平方向よりどれだけ上の方向に見えるかを示す角度のこと。「地平線から天体までの「角距離」」とも言う。「この日、太陽の南中時の高度は55度であった」というように使う。地平座標のひとつの要素であり、目標点がどの方向にあるのかを正確に表すため、方位角とともに用いられることが多い。（地球上から天体を観測している）観測者は、天体の「位置」を表わすのに、高度と方位角を使う地平座標を用いて表現する。
（なお、厳密なことを言えば）天体の（天球上での）「真の位置」を示すには、（見かけの角度をそのまま採用するのではなく）大気による屈折の影響 (大気差) を補正して、「真の高度」を算出する必要がある。
- 天文学的高度を測定するための道具、天体観測用四分儀。
- 天体観測での四分儀を使用して高度を測定する様子
- ガリレオ博物館に展示されている四分儀。1550年～1600年ころのもの。ガリレオも使った四分儀である。
- en:sine quadrantを使っている現代人

## 地理的な高度
地理的な高度は、「長さ」に関連づけられた「高さ」を指すための用語であり、鉛直線上で「上」への距離（長さ）を表す。
この「高度」を測定して数値で表現するためには、そもそも基準となる面（「高さゼロの面」）を人為的に定めなければならない。いくつかの方法がある。その中のひとつの方法で、もっとも一般的な方法としては、海面の高さをゼロと考えて数値で表すことを選ぶ。測地系ではこれが最も一般的な方法である。他にも「仮に基準面と設定した面」からの高さで数値で表す場合もある。
地理的な高度の概念は、「地理学」や「地図の作成」「地図内での数値表示」などに限らず、地面の高さを意識してそれを数値で表す場合には広く用いられている。
なお海面からの鉛直線上での「下」への距離（長さ）を「水深」、「深度」又は「深さ」(depth) という。
「海面」の算出の難しさと問題
「海面からの高さ」とは言っても、現実の海水面（海面の高さ）というのは潮汐によって刻々と変動しており一定していない。世界を見渡すと、よくある干潮と満潮の差でも数メートル程度におよぶ（地域によっては干満差というのは、15メートルにもおよぶ）。
そこで、各地域（各国）によって、海面の平均値を算出することによって、架空の「海水面」を想定する、ということが行われている。
平均値を算出するには、そもそも数値的な観測を行わなければならない。（国にもよるが）一般に、その国の行政府側の地図の作成や地理測量について統括する何らかの公的な組織が各国にあるので、そうした組織が潮位を測定するための施設を作り、長期にわたり測ることによって、平均値を算出している、と（多くの国で、建前上は）説明されている。
内陸部の陸地の「高さ」を算出するためには、遠方にある海水面との高さを比較しなければならないが、地球の表面は決して平面ではなく、球面であるので、平均海面を陸地の内部に延長するようにして想定した架空の面（曲面）を「ジオイド」と呼んでいる。言ってみれば、仮に海から内陸部奥深くまで運河を掘った場合に海水面がとるであろう高さを（現実には無いので、あくまで架空のものであるが）算出して求めている。さらにこの「ジオイド」というのは、厳密なことを言うと、地球の表面の重力というのは一様ではなく、いくらか偏っているので、その補正も加えなければならない。
なお、近年は地球温暖化の影響で北極や世界中の氷河の氷が溶け続けてその結果、世界各地でここ数十年で海面が上昇しつづけていてそれが常態化しつつあるので（たとえば、キリバスの島々は水没しつつあり、ベネチアでも海面が上昇しサンマルコ広場や世界遺産の聖堂がここ数十年水没してしまうことが次第に増えている、ということが現実に起きているわけであり）、「平均的海水面」が実際には変化しつつある。
高度による気温と気圧の変化
高度が上がると気圧と外気温が低下する。地球上での具体例としては、305 mごとに気温は平均2℃、1000 ｍごとに気圧は約100 hpa変化する。

## 航空（や宇宙飛行）における高度

鉛直距離の比較

航空においては、高度という用語はいくつかの意味を持ち、その意味を明確にする修飾語を付けて用いられる（例えば、「真高度」("true altitude") 等）か、文脈から意味が暗示される。高度情報を交換する集団は、どの定義の意味で用いられているかを明確にしなければならない。
航空における高度は、基準面として平均海面 (mean sea level; MSL) を用いる海抜高度 (altitude above mean sea level; AMSL altitude) か、地面を用いる対地高度 (altitude above ground level; AGL altitude) のどちらかで測定する。
なお、一部の例外を除き、日本では “altitude” を「高度」、“height” を「高さ」と表現する。例えば、ILS（計器着陸装置）カテゴリー運航における “decision altitude” は「決心高度」、“decision height” は「決心高」と日本語表記される。
気圧高度（フィート）を100で割ったものをフライト・レベルと呼び、転移高度（米国では18,000フィート、日本では14,000フィート、管制の管轄によっては3,000フィート等のところもある）を超えた空域で用いられる。例えば高度計が18,000フィートのときは「フライトレベル180（ふらいとれべる　わんえいとぜろ）」と言う。フライト・レベルで飛行する間は高度計は常に国際標準大気の気圧 (1013.25 hPa, 29.92 InHg) で規正される。
操縦室で測定した高度を最終的に示す機械は、アネロイド気圧計から測定された気圧を長さ（フィート又はメートル）に換算して計器上に表示する気圧高度計である。
気圧高度計以外にも電波高度計を用いて絶対高度を表示できる航空機も多い。電波高度計は主に低高度における運航の精度向上やGPWS（対地接近警報装置）に用いられる。
航空高度には、以下のようにいくつかの種類がある。
- 指示高度 (indicated altitude) は、高度計規正値によって規正された高度計の読み値である。
- 絶対高度 (absolute altitude) は、直下の地表からの距離 (AGL) を高度として用いるものである。
- 真高度 (true altitude) は、海抜つまり海面からの距離、本当の高度である。
- 高さ (height) は、ある特定の地点から上への距離である。
- 気圧高度 (pressure altitude) は、国際標準大気の気圧に対応した高度である。
- 密度高度 (density altitude) は、国際標準大気の密度に対応した高度である。

### 航空における高度の単位
航空分野における高度の単位は、国際単位系 (SI) に定められているメートルではなく、多くの国でフィートが用いられている。これは航空分野におけるアメリカ合衆国の影響力の大きさの反映とも言えるが、1,000フィートや500フィート等が上下の間隔としてより実用的で便利だからである。
フィートであれば高度の指定は例えば30,000フィートや33,000フィートといったキリのいい数字で実用的な間隔を保持できる。巡航高度（計器飛行方式の場合）は東行1,000フィート単位の奇数高度、西行は1,000フィート単位の偶数高度といった覚えやすいものになる。
ただし、中国・北朝鮮・モンゴルでは航空交通管制の全般で、ロシアおよびCIS各国においては主に低高度でメートルが使用されている。
メートルを用いる中国では巡航高度は実用的な間隔を設定するために、東行が8,900m、9,500m、10,100m等、西行が9,200m、9,800m、10,400m等といった半端な数字になってしまう。
なお、フィートを用いる場合に、水平距離においてなら使用される海里等は高度の単位として用いられることはなく、フィートと同じヤード・ポンド法のヤードを航空分野において用いることは全くない。メートルを用いる場合も高度ではキロメートルを使用しない。

## 気象学における高度

### 気象学での高度の範囲分け
|                          | 宇宙空間    |        |          |
|                          | 約10,000 km |        |          |
|                          | 外気圏      |        |          |
|                          | 800 km      |        |          |
|                          | 熱圏        |        |          |
|                          | 電離層      |        |          |
| (カーマン・ライン)       | (100 km)    |        |          |
|                          | 80 km       |        |          |
|                          | 中間圏      |        |          |
|                          | 50 km       |        |          |
|                          | 成層圏      |        |          |
|                          | オゾン層    |        |          |
| 11 km                    |             |        |          |
|                          | 対流圏      |        | 自由大気 |
| 1 km                     | 対流圏      |        |          |
|                          | 対流圏      | 境界層 |          |
| 0 km                     | 対流圏      |        |          |
| ※高度は中緯度の平均 / 表 |             |        |          |

地球の大気は、高度によっていくつかの領域に分かれる。
対流圏 (troposphere)地表から、極では8 kmまで、赤道では18 kmまで
成層圏 (stratosphere)対流圏界面から50 kmまで
中間圏 (mesosphere)成層圏界面から85 kmまで
熱圏 (thermosphere)中間圏界面から675 kmまで
外気圏 (exosphere)熱圏界面から1万 kmまで

### 高高度と低気圧
地球の表面（または大気）のうち平均海面から遠い領域は、高高度と呼ばれる。高高度は、海抜2,400mから始まると定義することもある。
高高度では、気圧は海面よりも低くなる。これは、空気をできるだけ地表に近づけようとする重力と分子をできるだけ拡散させようとする熱という2つの対立する物理効果の拮抗の結果である。
低い気圧のため、高度が高くなるほど空気は拡散し、冷たくなってくる。そのため、高高度の空気は冷たく、特徴的な高山気候となる。この気候は、高高度での生態系に大きく影響している。

### 地球の大気における温度と高度の関係
気温減率とは、特定の時間と場所において、静的な大気の下で高度に応じて気温が低下する割合のことである。国際民間航空機関は、国際標準大気のモデルで、気温減率として、地表から11kmまでは1,000mあたり6.49℃、11kmから20kmまでは一定温度の-56.5℃としている。これは、予想される最も低い値を取ったものである。標準大気は、湿度を含んでいない。国際民間航空機関による理想的な大気とは異なり、現実の大気の温度は、常に一定の割合で低下するのではない。例えば、高度によっては高くなるほど温度が上昇するような関係が逆転する層も存在し得る。
宇宙からの電磁波を吸収する熱圏、紫外線を吸収するオゾン層では熱が発生する。

## 高度が人体に与える影響
医学的知見によると、1,500mを超える高度で人体に影響が出始め、5,500mから6,000mを超えると恒常的に耐えることはできない。高度が増加するにつれて、気圧は低下し、酸素の分圧も下がって人体に影響が生じる。2,400mを超えて酸素が欠乏すると、高山病や肺水腫、脳水腫等、深刻な病気の原因となる。高度が高くなるほど、重篤な影響が生じやすくなる。
人体は、呼吸や心拍数を速め、血液組成を変化させて高度に順応することができる。高度への順応には、数日から数週間を要する。しかし、8,000mを超えると、人体は適応できず、死に至ることもある。
高度地域にもともと居住している人々は、高度の影響で死に至ることは極めて稀である。しかし、高度地域に居住している人々は、統計的に自殺の割合がかなり高い。この原因については、今のところ明らかになっていない。
運動選手にとっては、競技場の高度（標高）によりパフォーマンスにとって相反する2つの効果が表れる。瞬発力が必要な競技（400mまでの競走や幅跳び、三段跳び等）の選手にとっては、気圧の低下によって空気の抵抗が少なくなり、通常パフォーマンスは向上する。持久力が必要な競技（5,000m以上の競走）の選手にとっては、酸素の低下によって通常パフォーマンスは低下する。スポーツに関する機関も高度がパフォーマンスに与える影響については認識しており、例えば国際陸上競技連盟は、1,000mを超える高地での成績は、公式記録としては記録されないとルール化している。
また、運動選手は、高度への順応を利用してパフォーマンスを向上させることもできる。高度への順応に関する体の変化は、パフォーマンスを向上させる。これらの変化は、長距離走、トライアスロン、競輪、競泳等の持久力が必要な競技の選手が高地トレーニングを行う基礎となっている。

## その他の「高度」
以上とは別に、「程度が甚だしい」という意味で形容詞・副詞的に「高度」ということがある。例えば高度経済成長、高度医療、高度プロフェッショナル制度など。